# Poa cucullata
Poa cucullata là một loài cỏ trong họ hòa thảo, thuộc chi poa.